# Makbul Mubarak
Makbul Mubarak (nacido en la Provincia de Célebes Central, el 27 de febrero de 1990) es un director de cine, guionista, crítico y conferenciante indonesio. Su primer largometraje como director, Autobiografía, se estrenó en el Festival Internacional de Cine de Venecia de 2022.

## Carrera
La carrera de Makbul como director comenzó cuando dirigió el cortometraje Sugih en 2015. La película ganó el premio al mejor cortometraje de acción/thriller/fantasía en el 21° Festival de Cortometrajes. En 2016, participó como guionista en el cortometraje Serpong, de Lucky Kuswandi. La película formó parte de la antología Fragment compilada por el Asian Film Archive. En 2017, dirigió el cortometraje Ruah. La película recibió una mención especial en el Festival Internacional de Cine de Singapur. Además, la película ganó la Copa Citra del Festival de Cine de Indonesia de 2017 al mejor cortometraje.
Makbul dirigió su primer largometraje, Autobiografía, que se estrenó en 2022. La película se convirtió en la única representante del Sudeste Asiático en el Festival Internacional de Cine de Venecia de 2022. La cinta fue seleccionada como la candidata indonesia a la mejor película internacional en los Premios Óscar 2024.
Como escritor y crítico de cine, ha colaborado en diversos medios, como The Jakarta Post, Fovea Magazine y las publicaciones del Festival de Cine del Lejano Oriente de Udine. Es uno de los fundadores del sitio web de crítica y reseñas cinematográficas Cinema Poetica.
Desde 2014, imparte clases en la Facultad de Arte y Diseño de la Universidad Multimedia Nusantara.

## Filmografía
- Autobiografía (2022)